# イブラヒマ・コナテ
イブラヒマ・コナテ（Ibrahima Konaté，1999年5月25日 - ）は、フランス・パリ出身のプロサッカー選手。プレミアリーグ・リヴァプールFC所属。フランス代表。ポジションはディフェンダー。

## 経歴

### クラブ
フランスのソショー＝モンベリアルの下部組織出身で、2017年にトップチームに昇格し、2月7日、第24節のオセール戦にフル出場し、プロデビュー。
2017年6月12日、ドイツのRBライプツィヒに5年契約で移籍。2018-19シーズンからレギュラーに定着し、第19節のデュッセルドルフ戦でブンデスリーガ初ゴールを記録した。
2021年5月28日、イングランドのリヴァプールに移籍。5年契約で、移籍金は3,600万ポンドと報じられた。9月18日、第5節のクリスタル・パレス戦でフィルジル・ファン・ダイクとセンターバックを組んでプレミアリーグ初出場。3-0で勝利した。FAカップ準決勝のマンチェスター・シティ戦で先制ゴールを挙げて決勝進出に貢献、決勝のチェルシー戦ではルカクを抑え込み、優勝に貢献した。
2024-25シーズンは自己最多となるリーグ戦31試合に出場し、プレミアリーグ初ゴールも記録するなどリーグ優勝に貢献したが、2026年夏までの契約の延長交渉が難航しているとも報じられている。

### 代表
2014年から世代別代表に召集され、UEFA U-21欧州選手権では2019年大会で4試合、2021年大会では2試合にフル出場した。
2022年6月、ラファエル・ヴァランが負傷で代表チームから離脱したことで、初めてA代表に召集を受けた。6月10日、UEFAネイションズリーグのオーストリア戦でA代表初出場。
11月にはワールドカップカタール大会に臨むメンバーに選出され、決勝のアルゼンチン戦を含む5試合に出場。大会を通じて高いスタッツを記録した。

## 個人成績

### クラブ
| 国内大会個人成績 | 国内大会個人成績 | 国内大会個人成績 | 国内大会個人成績 | 国内大会個人成績 | 国内大会個人成績 | 国内大会個人成績 | 国内大会個人成績 | 国内大会個人成績 | 国内大会個人成績 | 国内大会個人成績 | 国内大会個人成績 |
| 年度             | クラブ           | 背番号           | リーグ           | リーグ戦         | リーグ戦         | リーグ杯         | リーグ杯         | オープン杯       | オープン杯       | 期間通算         | 期間通算         |
| 年度             | クラブ           | 背番号           | リーグ           | 出場             | 得点             | 出場             | 得点             | 出場             | 得点             | 出場             | 得点             |
| フランス         | フランス         | フランス         | フランス         | リーグ戦         | リーグ戦         | F・リーグ杯      | F・リーグ杯      | フランス杯       | フランス杯       | 期間通算         | 期間通算         |
| ---------------- | ---------------- | ---------------- | ---------------- | ---------------- | ---------------- | ---------------- | ---------------- | ---------------- | ---------------- | ---------------- | ---------------- |
| 2016-17          | ソショー         | 33               | リーグ・ドゥ     | 12               | 1                | 1                | 0                | 0                | 0                | 13               | 1                |
| ドイツ           | ドイツ           | ドイツ           | ドイツ           | リーグ戦         | リーグ戦         | リーグ杯         | リーグ杯         | DFBポカール      | DFBポカール      | 期間通算         | 期間通算         |
| 2017-18          | ライプツィヒ     | 6                | ブンデスリーガ   | 16               | 0                | -                | -                | 0                | 0                | 16               | 0                |
| 2018-19          | ライプツィヒ     | 6                | ブンデスリーガ   | 28               | 1                | -                | -                | 6                | 0                | 34               | 1                |
| 2019-20          | ライプツィヒ     | 6                | ブンデスリーガ   | 8                | 0                | -                | -                | 1                | 0                | 9                | 0                |
| 2020-21          | ライプツィヒ     | 6                | ブンデスリーガ   | 14               | 1                | -                | -                | 1                | 0                | 15               | 1                |
| イングランド     | イングランド     | イングランド     | イングランド     | リーグ戦         | リーグ戦         | FLカップ         | FLカップ         | FAカップ         | FAカップ         | 期間通算         | 期間通算         |
| 2021-22          | リヴァプール     | 5                | プレミアリーグ   | 11               | 0                | 4                | 0                | 6                | 1                | 21               | 1                |
| 2022-23          | リヴァプール     | 5                | プレミアリーグ   | 18               | 0                | 0                | 0                | 3                | 0                | 21               | 0                |
| 2023-24          | リヴァプール     | 5                | プレミアリーグ   | 22               | 0                | 5                | 0                | 3                | 0                | 30               | 0                |
| 2024-25          | リヴァプール     | 5                | プレミアリーグ   | 31               | 1                | 4                | 0                | 0                | 0                | 35               | 1                |
| 通算             | フランス         | フランス         | リーグ・ドゥ     | 12               | 1                | 1                | 0                | 0                | 0                | 13               | 1                |
| 通算             | ドイツ           | ドイツ           | ブンデスリーガ   | 66               | 2                | -                | -                | 8                | 0                | 74               | 2                |
| 通算             | イングランド     | イングランド     | プレミアリーグ   | 82               | 1                | 13               | 0                | 12               | 1                | 107              | 2                |
| 総通算           | 総通算           | 総通算           | 総通算           | 160              | 4                | 14               | 0                | 20               | 1                | 194              | 5                |

### 代表
| フランス代表 | 国際Aマッチ | 国際Aマッチ |
| 年           | 出場        | 得点        |
| ------------ | ----------- | ----------- |
| 2022         | 7           | 0           |
| 2023         | 6           | 0           |
| 2024         | 8           | 0           |
| 2025         | 2           | 0           |
| 通算         | 23          | 0           |

## タイトル

### クラブ
リヴァプール
- FAカップ（2021-22）[9]
- EFLカップ（2021-22, 2023-24）
- FAコミュニティ・シールド（2022）
- プレミアリーグ（2024-25）[11]